# Creal Springs (Illinois)
Creal Springs je grad u američkoj saveznoj državi Ilinois. Prema popisu stanovništva iz 2010. u njemu je živjelo 543 stanovnika.